# Jean Joseph Lacoste-Montlausier
Jean Joseph Lacoste-Montlausier est un homme politique français né le 14 octobre 1744 à Caussade (Tarn-et-Garonne) et décédé à une date inconnue.

## Biographie
Administrateur du département, il est député du Lot de 1791 à 1792, siégeant avec la majorité.

## Sources
- Ressource relative à la vie publique :   - Base Sycomore
- « Jean Joseph Lacoste-Montlausier », dans Adolphe Robert et Gaston Cougny, Dictionnaire des parlementaires français, Edgar Bourloton, 1889-1891 [détail de l’édition]